# منطاد المراقبة

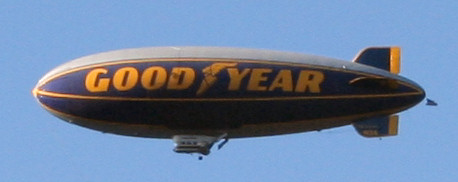
زاسبيريت أوف جوديير The Spirit of Goodyear، أحد مناطيد جودييرمناطيد

منطاد المراقبة (بالإنجليزية: Blimp)هو منطاد هوائي عوّام دون دعائم للهيكل أو عارضة. يختلف المنطاد الهوائي غير الصلب عن المنطاد الهوائي شبه الصلب وأيضًا المنطاد الهوائي الصلب (على سبيل المثال، منطاد زبلن Zeppelin) ويتمثل الاختلاف في عدم احتوائه على أي هيكل صلب، أو إطار مكتمل أو صوالب جزئية لمساعدة الوسادة الهوائية على الاحتفاظ بشكلها. فضلاً عن ذلك، تعتمد الطائرة على كل من ارتفاع ضغط الغاز المحمل (عادة ما يكون غاز الهيليوم) الموجود داخل غلاف المنطاد وصلابة غلاف المنطاد نفسه. ويسمى الجزء السفلي إبزيم.
يشير مصطلح «المنطاد» فقط إلى الطيران الحر للطائرات. وفي بعض الأحيان، يستخدم المصطلح بطريقة غير صحيحة إشارة إلى الطائرات المقيدة المعروفة بـ المناطيد المربوطة. وعلى الرغم من التشابه الكبير في الشكل إلا أن المناطيد المربوطة تخلو من أي قوة دافعة وتقيد فقط بالأرض.

## القاعدة

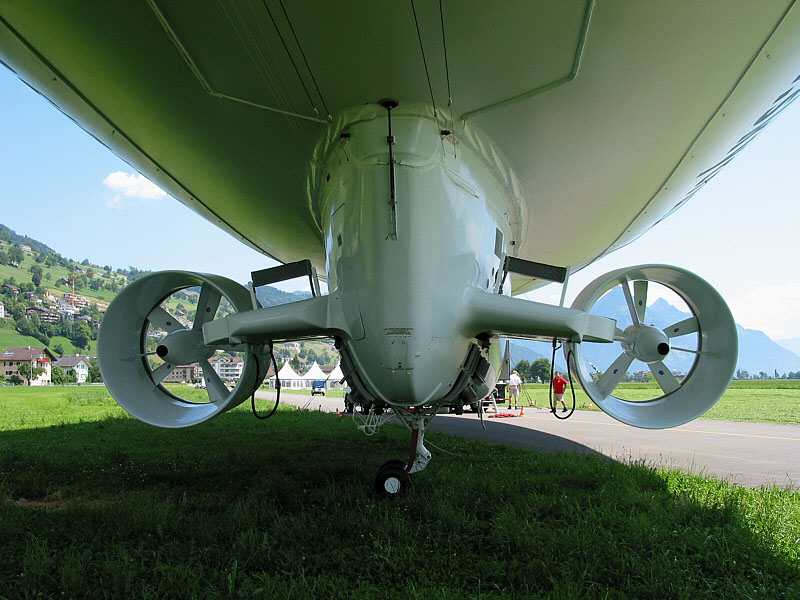
مراوح أنبوبية قابلة للتوجيه في منطاد سكايشيب 600 توفر القوة الدافعة والتحكم المحدود في الاتجاه وتعمل على تضخيم بالونات المنطاد للاحتفاظ بالضغط الزائد اللازم

ولأن المناطيد تحتفظ بأشكالها مع وجود الضغط الداخلي الزائد فتتمثل الأجزاء الصلبة فقط في سيارة الركاب (الغندول) وزعانف الذيل. ويطلق على المناطيد غير الصلبة التي تستخدم الهواء الساخن بدلاً من الغاز الخفيف (مثل غاز الهيليوم) كوسيلة للرفع المنطاد الحراري (وفي بعض الأحيان تكون هناك شرائح قريبة من المقدمة حيث تعمل إلى جانب القوى العليا الموجودة بالمقدمة من ربط المرسى أو من الضغوط الديناميكية الهوائية الكبيرة).
وتتوازن تغيرات حجم غاز الرفع نتيجة تغيرات درجات الحرارة أو تغير الارتفاعات باستخدام حجيرات المنطاد (الوسادات الهوائية) للاحتفاظ بالضغط الزائد. ويفقد المنطاد قدرته على الانطلاق والتراجع عن السرعة القصوى له في حالة عدم وجود ضغط زائد وكافٍ. ومن الممكن استخدام مروحة رفاص التيار الهوائي لنفخ حجيرات المنطاد وكذلك الهيكل. وكما هو الحال في بعض النماذج مثل سكايشيب Skyship 600، يوفر التضخم المتفاوت في حجيرة المنطاد قياسًا للتحكم في ديناميكا الطيران.
عادة ما تكون المحركات التي تدفع مراوح الرفاصات ملحقة مباشرة بالغندول وفي بعض النماذج تكون قابلة للتوجيه بشكل جزئي.
والمناطيد هي أكثر الطائرات صناعةً ويرجع السبب في ذلك لسهولة صنعها نسبيًا وسهولة نقلها بمجرد تفريغها من الهواء. ولكن على الرغم من ذلك، ونتيجة لعدم ثبات حجمها الخارجي فأحجامها محدودة. ومن الممكن تشابك المنطاد ذو الحجم الكبير جدًا من منتصفه وذلك في حالة ما إذا كان الضغط الزائد غير كافٍ أو كانت المناورة سريعه جدًا (ومن الممكن أن يحدث هذا أيضًا مع المناطيد شبه الصلبة ذات الصوالب الضعيفة). وقد أدى ذلك إلى تطوير شبه الصلب والمناطيد الصلبة.
إن المناطيد الحديثة تنطلق بينما تكون أثقل إلى حد ما من الهواء (وزن زائد)، على العكس من المناطيد التي عُرفت قبل ذلك. ويمكن تحقيق الإقلاع المفقود عن طريق رفع مقدمة المنطاد واستخدام قوة المحرك أو من خلال زاوية القوة الدافعة بالمحرك. تستخدم أيضًا بعض الأنواع مراوح التوجيه أو المراوح الأنبوبية. ويعمل التشغيل في حالة كان المنطاد أثقل من الهواء على تجنب الحاجة إلى ضخ ثقل الموازنة عند الإقلاع وكذلك تجنب الحاجة إلى فقدان الغاز المكلف أثناء الهبوط.

## الأصل التاريخي
وكما ورد فإن مصطلح "blimp"؛ «منطاد» مسمى حسب صوته؛ الصوت الذي يصدره المنطاد الهوائي (بالون) عند نقره بالإصبع. وعلى الرغم من ذلك فهناك بعض الاختلافات بين المؤرخين، فعادة ما يُمنح اعتماد ابتكار المصطلح إلى القائد الفني إيه دي كانيغهام في البحرية الملكية البريطانية في عام 1915.
عام 1943 أكد الاشتقاق الذي نُشر في مجلة نيويورك تايمز على الأصل البريطاني أثناء الحرب العالمية الأولى عندما مر البريطانيون بأول تجربة للطائرة الأخف من الهواء. وسميت الطائرة غير الصلبة الأولى «أ-ليم» "A-limp"؛ بينما كان الإصدار الثاني منه أكثر قبولاً والذي سمي «ب-ليم» "B-limp".
بينما أعطى بارنيز وجيمس Barnes & James في شركة شورتس Aircraft للطائرات منذ عام 1900 اشتقاقًا آخر:
...وفي فبراير 1915، أصبحت الحاجة إلى طائرات دورية مضادة للغواصات ملحة، وتم ارتجال سبمارين سكوت Submarine Scout سريعًا عن طريق تعليق جسم طائرةB.E.2c قديم في غلاف ويلوز احتياطي؛ وقد تم هذا الأمر بواسطة كينجزنورث، وعند مشاهدة النتيجة لأول مرة، كان هوراس شورت، شهير بالفعل نتيجة للاختيار الذكي والأصيل للاسم "Blimp"، مضيفًا: "ماذا يمكنك أن تدعوه غير ذلك؟
وكثيرًا ما تكرر القول الخطأ بأن المصطلح يعني لغويًا أن جيش الولايات المتحدة في البداية كان لديه فئتين من الطائرات: أ-صلب A-rigid وب-ضعيف B-limp ومن ثم "blimp". وفي الحقيقة... لا يوجد مناطيد جوية أمريكية من "الفئة أ" إذ – كانت تحمل جميع الطائرات العسكرية سواء كانت أثقل أو أخف من الهواء اسم الفئة "أ" وذلك إلى حين ظهور المناطيد الهوائية الفئة "ب" في مايو عام 1917. وكانت هناك مناطيد هوائية أمريكية من الفئة ب – ولكن يبدو أنه لا يوجد أية تسميات رسمية للمناطيد غير الصلبة باسم "limp". علاوة على ذلك، وفقًا لقاموس أكسفورد الإنجليزي، كان أول ظهور للكلمة في الطباعة عام 1916 في إنجلترا قبل عام من إصدار المناطيد الهوائي الأول من الفئة ب "الأصل التاريخي "للمناطيد" Etymology of "Blimp" بقلم د. أيه دي توبنج، جريدة AAHS Journal، شتاء 1963

## الاستخدام
قد استخدمت البحرية الأمريكية أثناء الحرب العالمية الأولى وبعدها بقليل مناطيد الفئة ب كطائرات دورية. وقد كشفت البحرية الأمريكية عن صفقة كبيرة فاشلة من طراز DN-1 أسفر ذلك الفشل عن النجاح الباهر الذي حققته صفقة المناطيد من النوع ب. حيث طُلب من الدكتور جيرومي هيونساكر "Jerome Hunsaker" تطوير نظرية تصميم المناطيد، وبعودة القائد الفني جون إتش تاورز "John H. Towers" من أوروبا بعد فحص التصميمات البريطانية، سعت البحرية للحصول على عطاءات لـ 16 منطادًا من المصنعين الأمريكيين. وفي 4 فبراير لعام 1917 أمر وزير البحرية بشراء عدد 16 منطادًا هوائيًا غير صلب من الفئة ب. [1] وفي النهاية صنعت جوديير 9 أغلفة مناطيد في حين صنعت شركة جودريتش 5 أغلفة بينما صنعت كيرتس غندولات أغلفة تلك المناطيد البالغ مجموعهم 14 منطادًا. وتعاقدت كونيتيكت أيركرافت "Connecticut Aircraft" مع شركة يو إس روبر "U.S. Rubber" على غلافين وتعاقدت مع شركة بيجون فراسر "Pigeon Fraser" على غندولات الأغلفة. وتم تعديل الغندولات التي صنعتها شركة كيورتس وزودت بهياكل JN-4 فيوزليجز "fuselages" تعمل بمحركات OX-5. بينما تعمل مناطيد كونيتيكت أيركرافت "Connecticut Aircraft" بمحركات هول-اسكوت "Hall-Scott".
وفي عام 1930 أجرى ضابط المناطيد الألماني السابق القائد أنتون حنين "Anton Heinen" والذي يعمل بالبحرية الأمريكية بالولايات المتحدة في أسطول المناطيد التابع لها، محاولة لتصميم وتصنيع لمنطاد يشتمل على أربعة أماكن أطلق عليه يخت الفضاء العائلي للطيارين الخصوصيين وادعى المخترع أن تكلفتها سوف تقل عن 10000 دولار أمريكي وأنها سوف تكون أسهل في الطيران من الطائرات ذات الأجنة الثابتة في حالة إنتاجها. ولكن لم يقدر النجاح لهذا الاختراع.

## أمثلة على المناطيد الهوائية غير الصلبة
هناك العديد من المناطيد في جميع أنحاء العالم. تشتمل بعض الأمثلة على:
- TC-3 وTc-7، وهما نوعان من المناطيد غير الصلبة تابعان للفرق العسكرية الأمريكية تستخدم في تجارب طائرات التجسس خلال عامي 1923 - 1924.
- SS وSSP وSST وSSZ ومناطيد الفئة NS، مناطيد المجموعة المرافقة والمستخدمة من قِبل المملكة المتحدة في الحرب العالمية الأولى.
- منطاد الفئة G ومنطاد الفئة L، مناطيد التدريب الأمريكية التي صنعتها شركة جوديير خلال الحرب العالمية الثانية.
- منطاد الفئة K ومنطاد الفئة M، والمناطيد الأمريكية المضادة للغواصات التي استخدمت خلال الحرب العالمية الثانية.
- منطاد الفئة N («مركبة نان») التي استخدمت كمضادة للغواصات وكجهاز رادار الإنذار المبكر في الخمسينات.
- مناطيد جوديير، هي عبارة عن أسطول من المناطيد المستخدمة في الأغراض الإعلانية وبرامج كاميرا التليفزيون.
- منطاد سكايشيب 600، هو عبارة عن منطاد خاص يستخدم في شركات الإعلان.
- P-791، عبارة عن منطاد تجريبي إستاتي هوائي/ديناميكي هوائي منطاد هوائي هجين تم تحديثه من قبل شركة لوكهيد-مارتين.
- SVAM CA-80، هو منطاد هوائي تم تصنيعه من قِبل شركة شانغهاي فانتيج إيرشيب مانيوفاكتشر "Shanghai Vantage Airship Manufacture" في الصين
- WDL 2، هو عبارة عن منطاد هوائي يستخدم في الدعاية الهوائية تم تصنيعه واستخدامه من قبل مجموعة دبليو دي إل WDL، ألمانيا

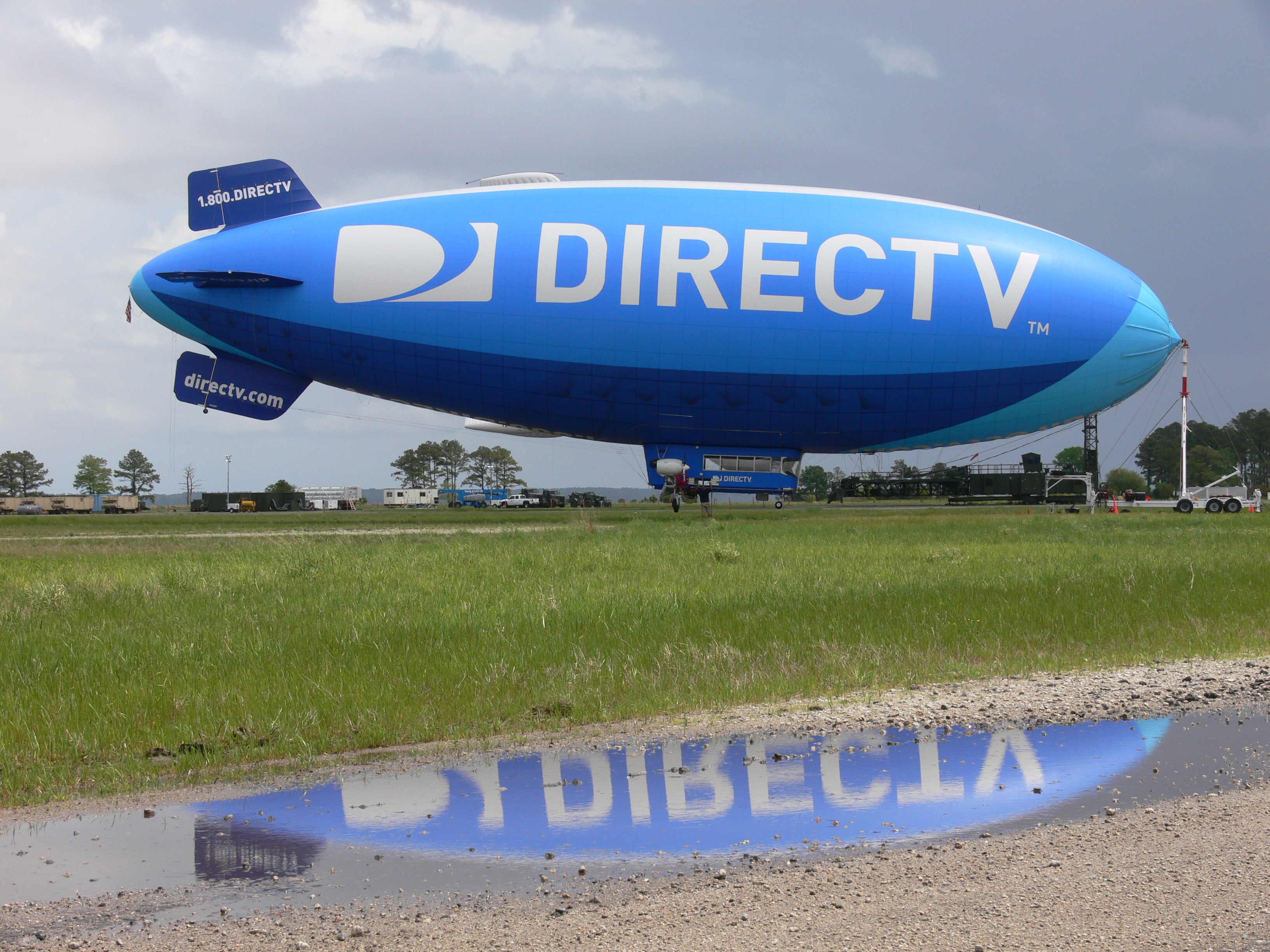
دايركت تي في منطاد، من الطراز A-170LS عبارة عن علامات فيديو ضوئية من إنتاج شركة أمريكان بلم كوربوريشنAmerican Blimp Corporation
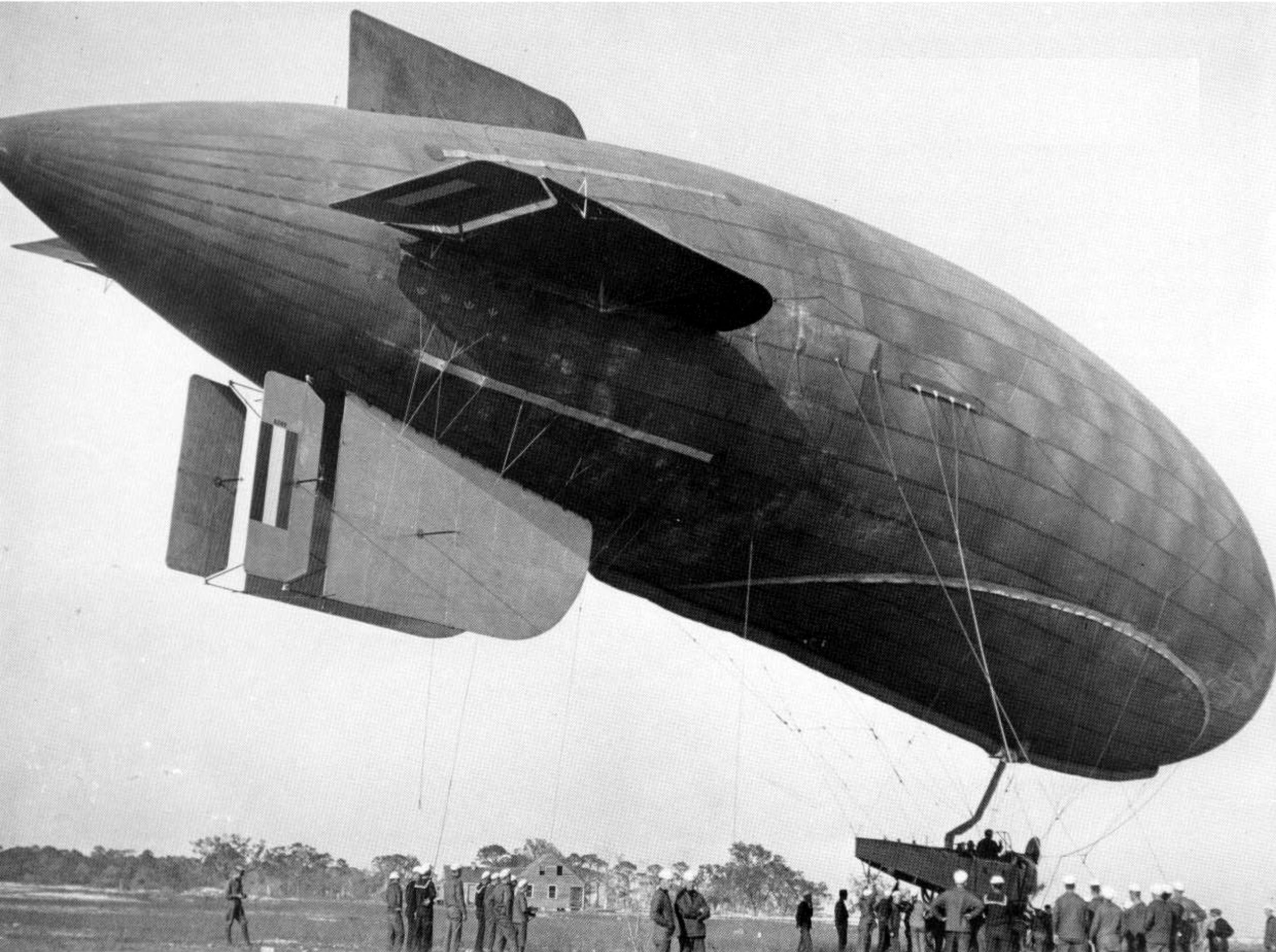
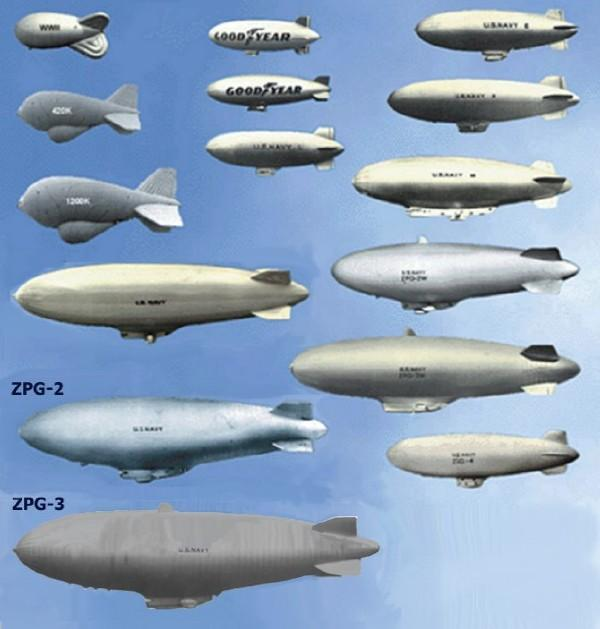
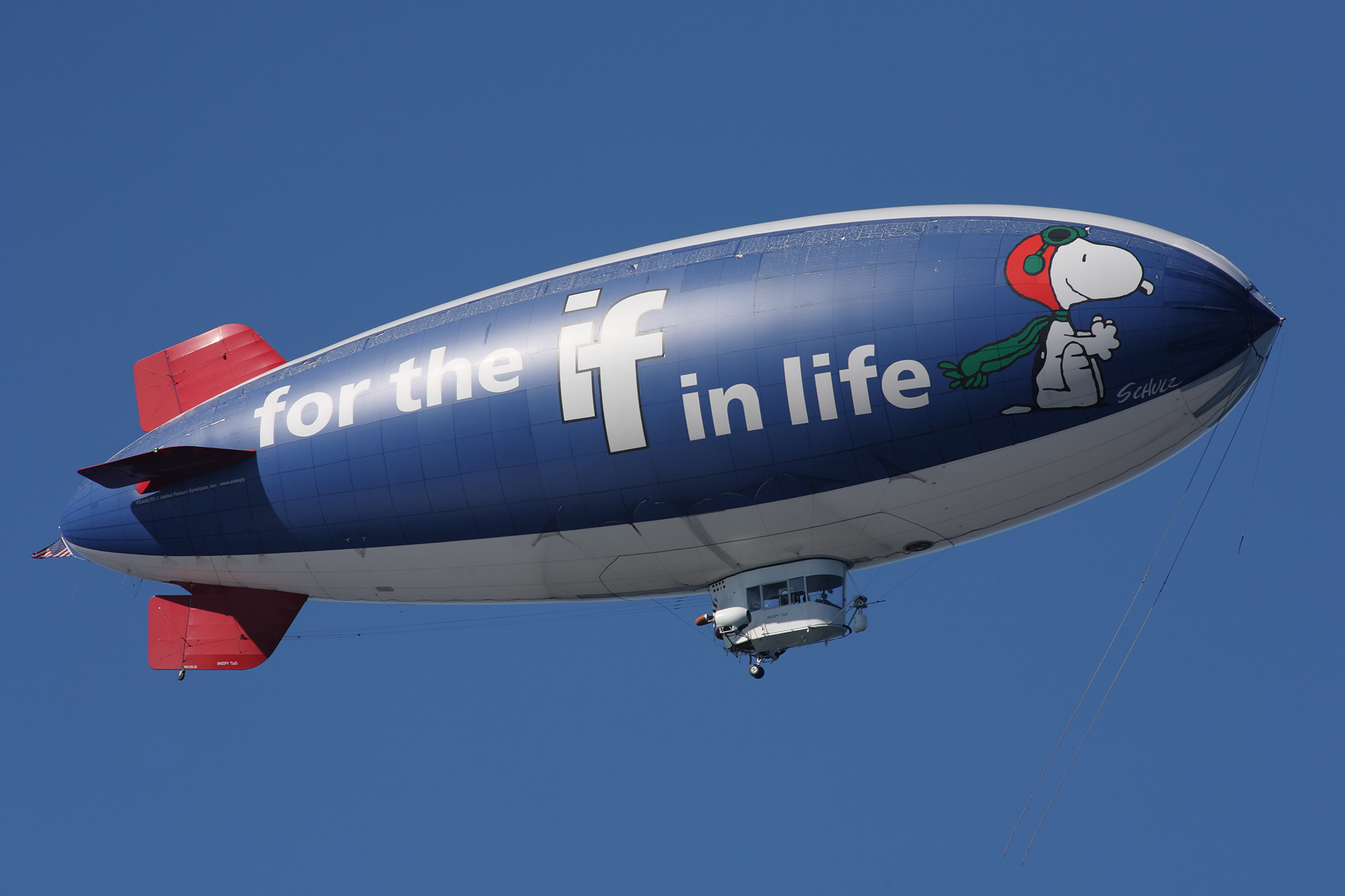
منتج من شركة أمريكان بلم كوربوريشن A-60+، شركة ميتالايف "MetLife" سنوبي تو "Snoopy Two"

## وصلات خارجية
- Popular Mechanics, June 1943,  "Gas Bags Go On Patrol"  detailed article on antisubmarine blimps during World War Two
- How The First Sea-Air Rescue Was Made, October 1944, Popular Science first air-to-sea rescue without aircraft landing first